# Les Onze Censurés
 (avril 2022).
Si vous disposez d'ouvrages ou d'articles de référence ou si vous connaissez des sites web de qualité traitant du thème abordé ici, merci de compléter l'article en donnant les références utiles à sa vérifiabilité et en les liant à la section « Notes et références ».

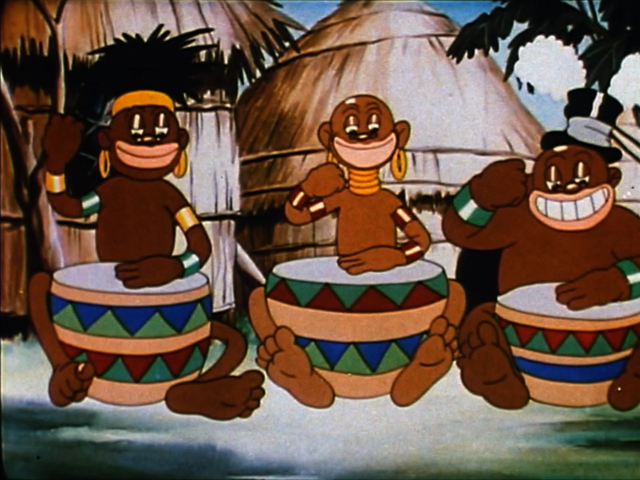
Image tirée de Un régal de cannibales (Jungle Jitters).

Les Onze Censurés (en anglais : Censored Eleven) est le nom donné à un groupe de dessins animés Merrie Melodies et Looney Tunes qui ont été retirés de la syndication par United Artists (UA) en 1968.
UA possédait les droits de distribution de la bibliothèque Associated Artists Productions à cette époque-là, et a décidé de retirer ces onze courts métrages de la diffusion publique car ils relayaient des stéréotypes ethniques sur les Noirs, jugés outrageants pour le public contemporain. Ce bannissement a continué d'être respecté par UA et par les propriétaires successifs des droits des films Looney Tunes et Merrie Melodies d'avant août 1948. Ces courts métrages n'ont jamais été diffusés officiellement à la télévision depuis 1968, et n’ont été projetés au cinéma qu'une seule fois par Warner Bros. au printemps 2010. Ils ont cependant été commercialisés dans des collections de VHS et DVD à petit budget durant les trente dernières années.

## Liste des 11 cartoons censurés
| N°  | Titre                                             | Année                    | Réalisateur  | Série           |
| --- | ------------------------------------------------- | ------------------------ | ------------ | --------------- |
| 1.  | Hittin' the Trail for Hallelujah Land             | 1931                     | Rudolf Ising | Merrie Melodies |
| 2.  | Sunday Go to Meetin' Time                         | 1936 (ressortie en 1944) | Friz Freleng | Merrie Melodies |
| 3.  | Clean Pastures                                    | 1937                     | Friz Freleng | Merrie Melodies |
| 4.  | Le Bungalow de l'oncle Tom (Uncle Tom's Bungalow) | 1937                     | Tex Avery    | Merrie Melodies |
| 5.  | Un régal de cannibales (Jungle Jitters)           | 1938                     | Friz Freleng | Merrie Melodies |
| 6.  | L'Île de Pingo Pongo (The Isle of Pingo Pongo)    | 1938 (ressortie en 1944) | Tex Avery    | Merrie Melodies |
| 7.  | All This and Rabbit Stew                          | 1941                     | Tex Avery    | Merrie Melodies |
| 8.  | Coal Black and de Sebben Dwarfs                   | 1943                     | Bob Clampett | Merrie Melodies |
| 9.  | Tin Pan Alley Cats                                | 1943                     | Bob Clampett | Merrie Melodies |
| 10. | Angel Puss                                        | 1944                     | Chuck Jones  | Looney Tunes    |
| 11. | Goldilocks and the Jivin' Bears                   | 1944 (ressortie en 1951) | Friz Freleng | Merrie Melodies |

## Historique
De nombreux cartoons ont été ultérieurement retouchés pour être diffusé à la télévision ou en vidéo. Habituellement, les seuls censures consistent à supprimer des blagues racistes, de la violence trop crue ou des scènes dans lesquelles des personnages font des choses qui pourraient, selon des parents ou associations, conduire les enfants à les imiter (par exemple fumer, boire de l'alcool ou encore se suicider).
Par exemple, un gag classique, plus particulièrement présent dans les dessins animés de Tom et Jerry de MGM, consiste en la transformation du visage d'un personnage en blackface (visage noir) après une explosion ou une exposition à un pot d'échappement.